# Sami
I sami (sámit o sápmelaš in sami settentrionale), spesso chiamati con l'esoetnonimo lappóni o làpponi, sono una popolazione indigena stanziata nella parte settentrionale della Fennoscandia, in un'area da loro chiamata Sápmi, che si estende dalla penisola di Kola fino alla Norvegia centrale includendo anche le regioni più settentrionali della Finlandia e Svezia, nella regione della Lapponia. I sami hanno la loro storia, lingua, cultura, attività professionali, modo di vivere e identità. Le stime sul numero totale di sami vanno dalle 50.000 alle 100 000 persone e il Sápmi è diviso dalle frontiere di quattro stati: Norvegia (oltre 40.000 sami), Svezia (oltre 20.000 sami), Finlandia (circa 7.000 sami) e Russia (circa 2.000 sami). Una piccola parte di Sami è emigrata tra il XIX e il XX secolo nel nord dell'Islanda e in Alaska.

## Etimologia del nome

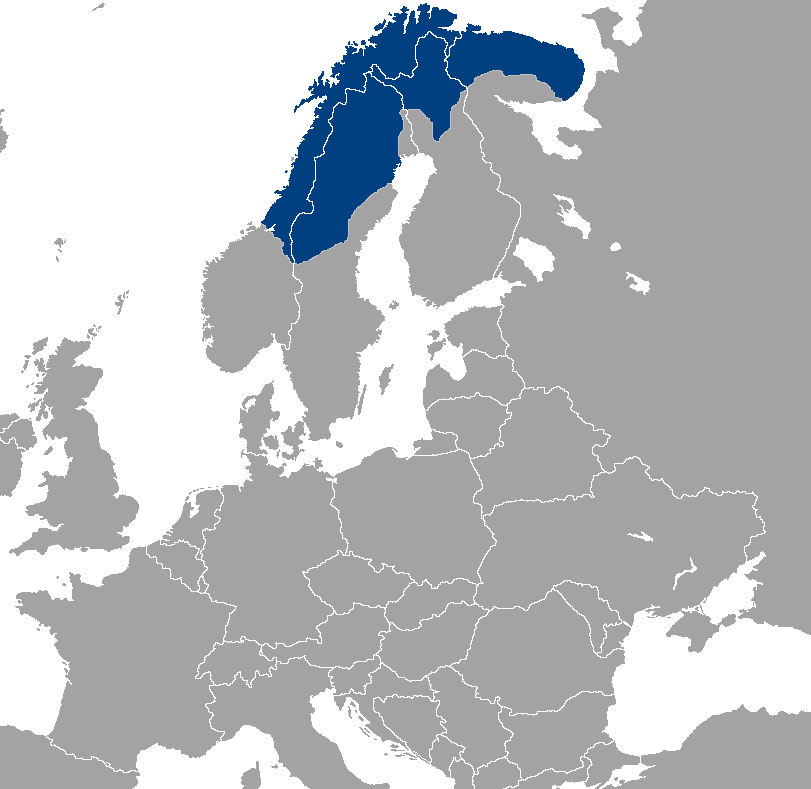
La popolazione sami si estende su una vasta area geografica della calotta polare

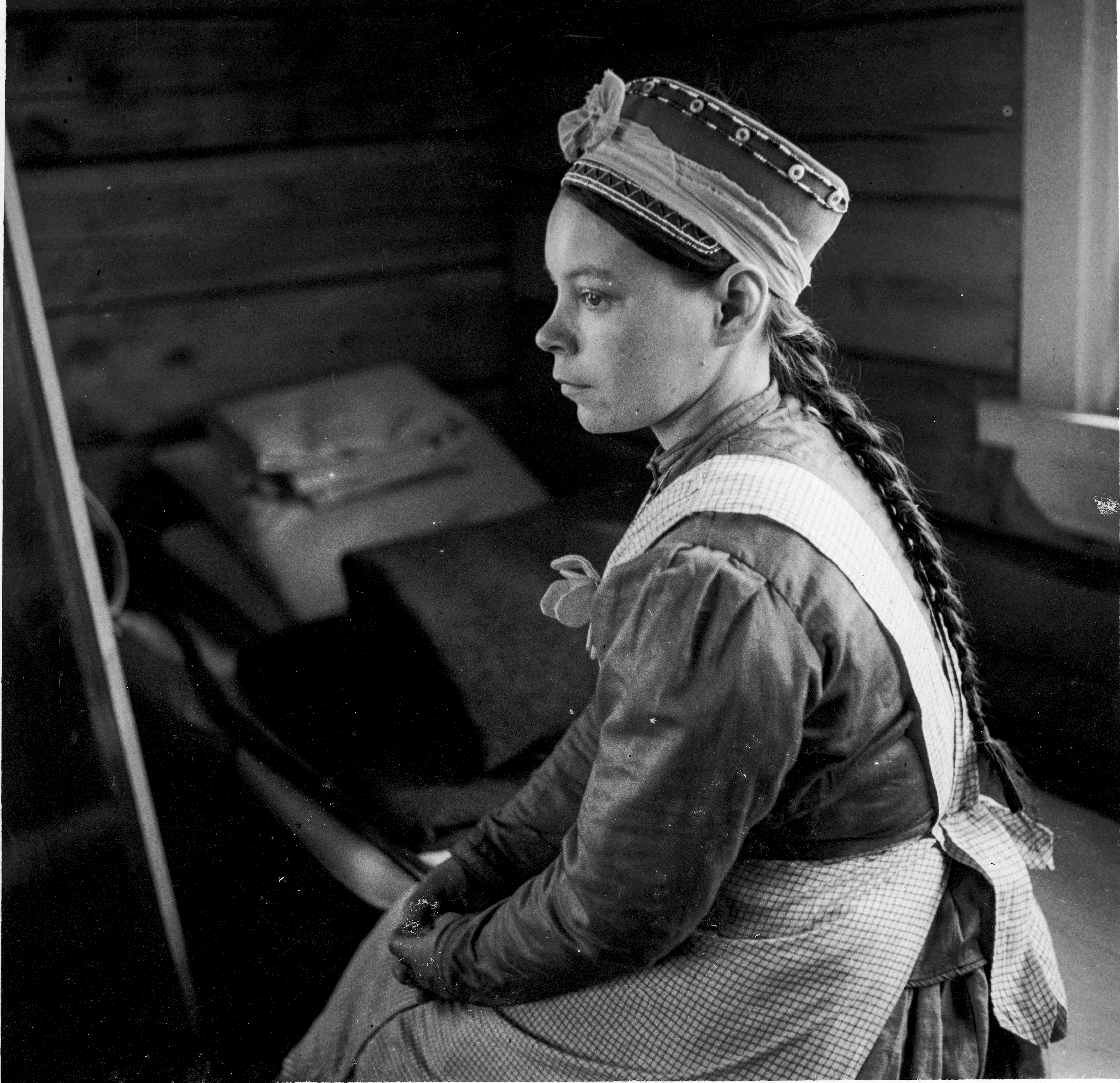
Ragazza Sami del sottogruppo Skolt Sami.

Non avendo mai avuto uno status politico indipendente, i nomi dati al popolo sami nelle varie lingue sono stati influenzati dagli stati di cui il Sápmi fa parte, principalmente dal finlandese, norvegese e svedese.
Generalmente sono conosciuti in italiano come lapponi, sebbene il termine sia ambiguo, dato che può identificare tutti gli abitanti della Lapponia o della provincia della Lapponia finlandese, a prescindere dall'etnia. Il termine deriva, attraverso il latino medievale Lappones, dallo svedese Lapp, che in origine era un termine spregiativo.

## Storia

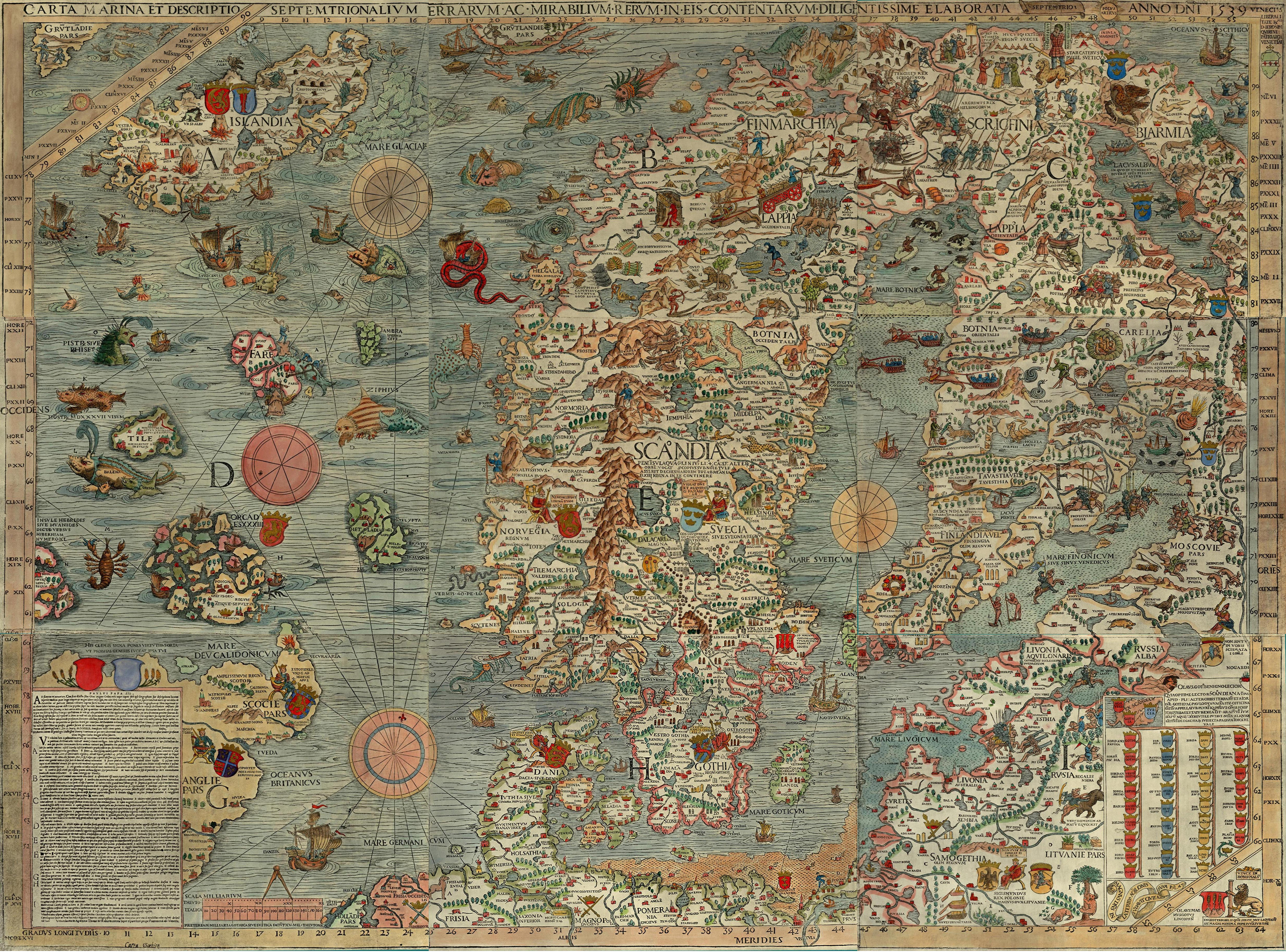
La Carta marina edita da Olao Magno nel 1539.

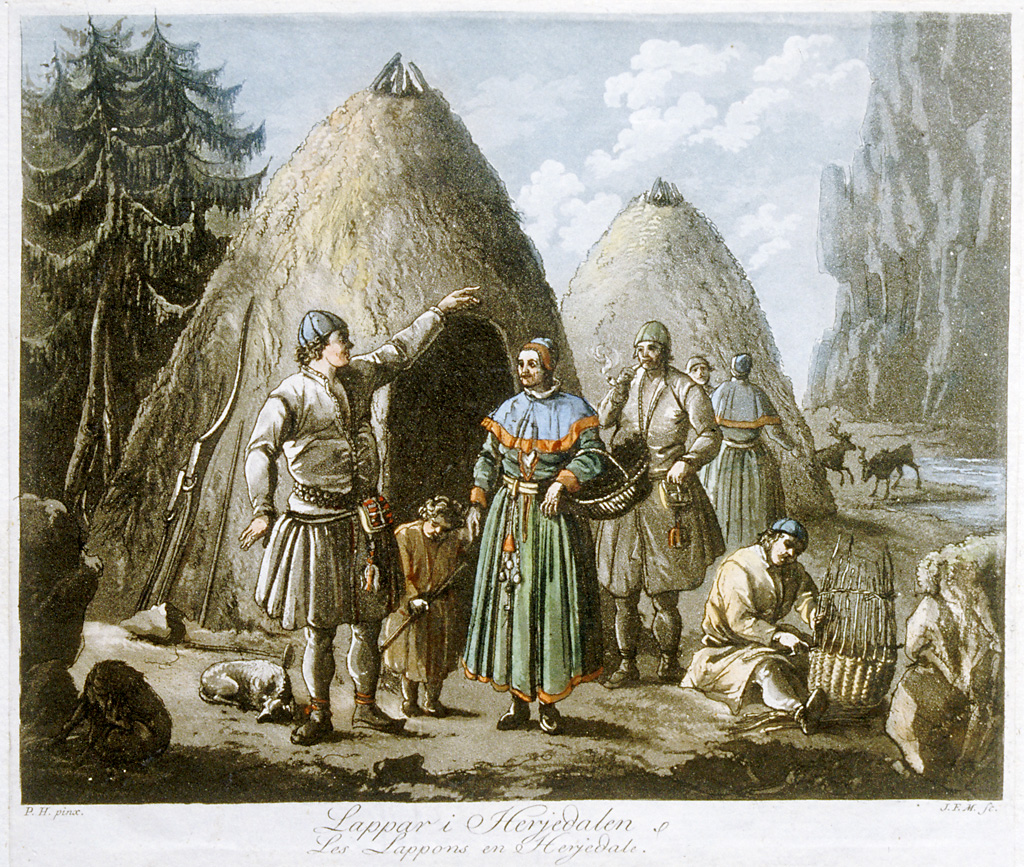
Sami del sottogruppo dei Sami meridionali ad Härjedalen, in Svezia.

Le prime notizie attendibili ma frammentarie su questo popolo si ritrovano nella Storia delle guerre di Procopio di Cesarea edito nel 551, seguito dall'Inno a Ragnar ("Ragnarsdrápa") composto da Bragi Boddason nel IX secolo. La prima opera in cui si parla estensivamente degli usi e costumi dei popoli nordici è l'Historia de gentibus septentrionalibus pubblicato da Olao Magno a Roma nel 1555.
Negli antichi documenti ufficiali locali, gli antenati dei sami vennero chiamati "lapponi". Un "lappone" significava in Finlandia una persona che praticava le cosiddette "professioni lapponi", cioè l'allevamento di renne, la pesca e la caccia.
Un tempo i sami erano principalmente allevatori di renne, pescatori e cacciatori nomadi, abitavano in capanne coniche trasportabili chiamate kota, o in tende chiamate lavvu. Il modo di vivere nomade finì negli anni cinquanta.

## Caratteristiche etniche
I sami hanno caratteristiche genetiche prevalentemente caucasoidi, ma parlano idiomi della famiglia linguistica uralica; è stato ipotizzato dunque che siano frutto di una mescolanza di popolazioni europoidi e mongoloidi, a partire dall'osservazione del minore biondismo e della leggera plica mongolica presente tuttora in molti individui, malgrado il forte mescolamento con i popoli scandinavi avutosi in questi ultimi secoli.

## Lingua
Le lingue sami appartengono al gruppo linguistico ugro-finnico della famiglia uralica, diffusa nell'Europa settentrionale, Europa orientale e Asia settentrionale, la cui letteratura era una volta esclusivamente orale, sebbene ai giorni nostri molte poesie e canti (lo joik) siano tradotti e pubblicati soprattutto nelle tre lingue sami principali (sami settentrionale, sami di Inari e sami skolt).

## Usi e tradizioni

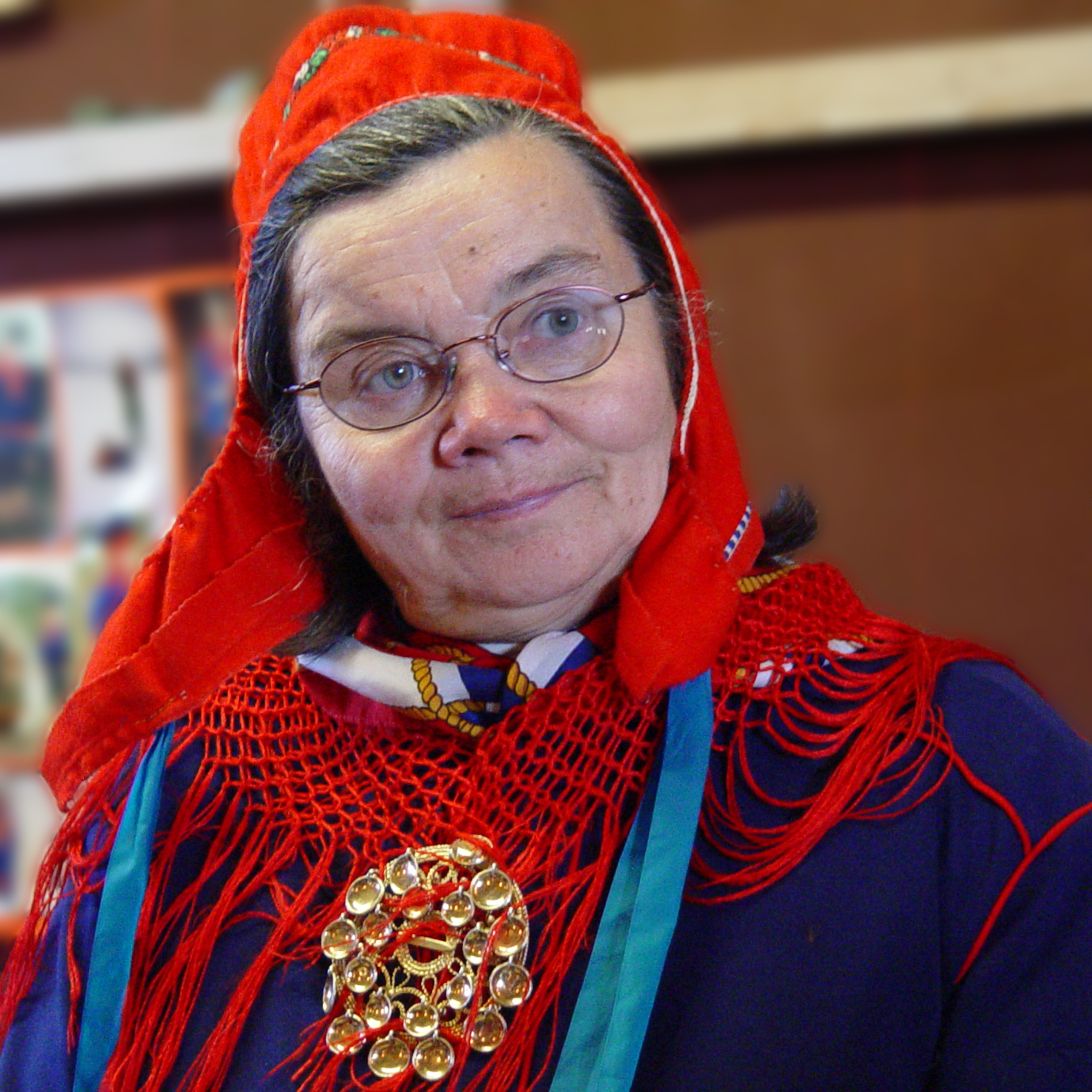
Donna sami in costume tipico

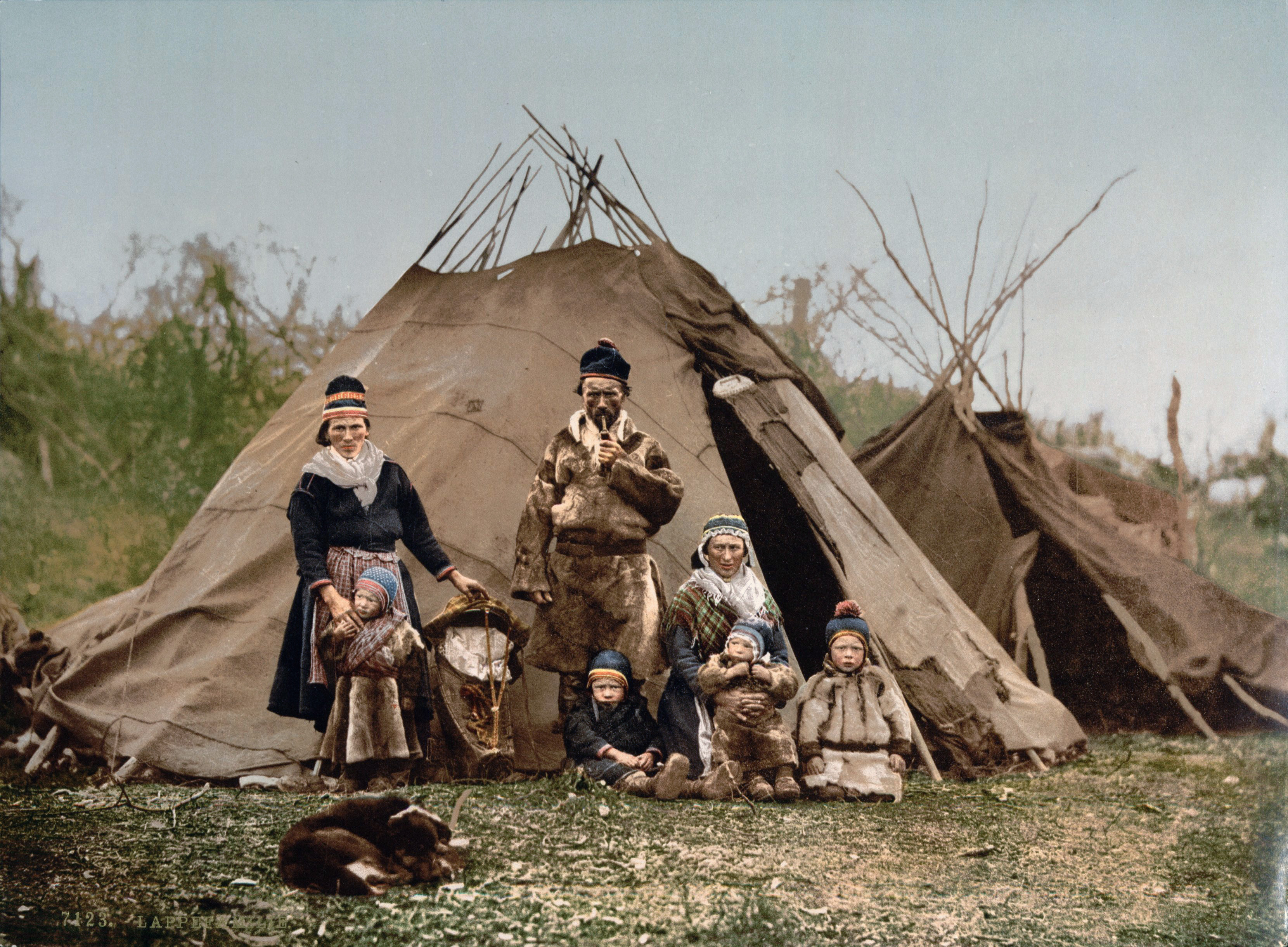
Famiglia Sami in Norvegia, all'incirca nel 1900.

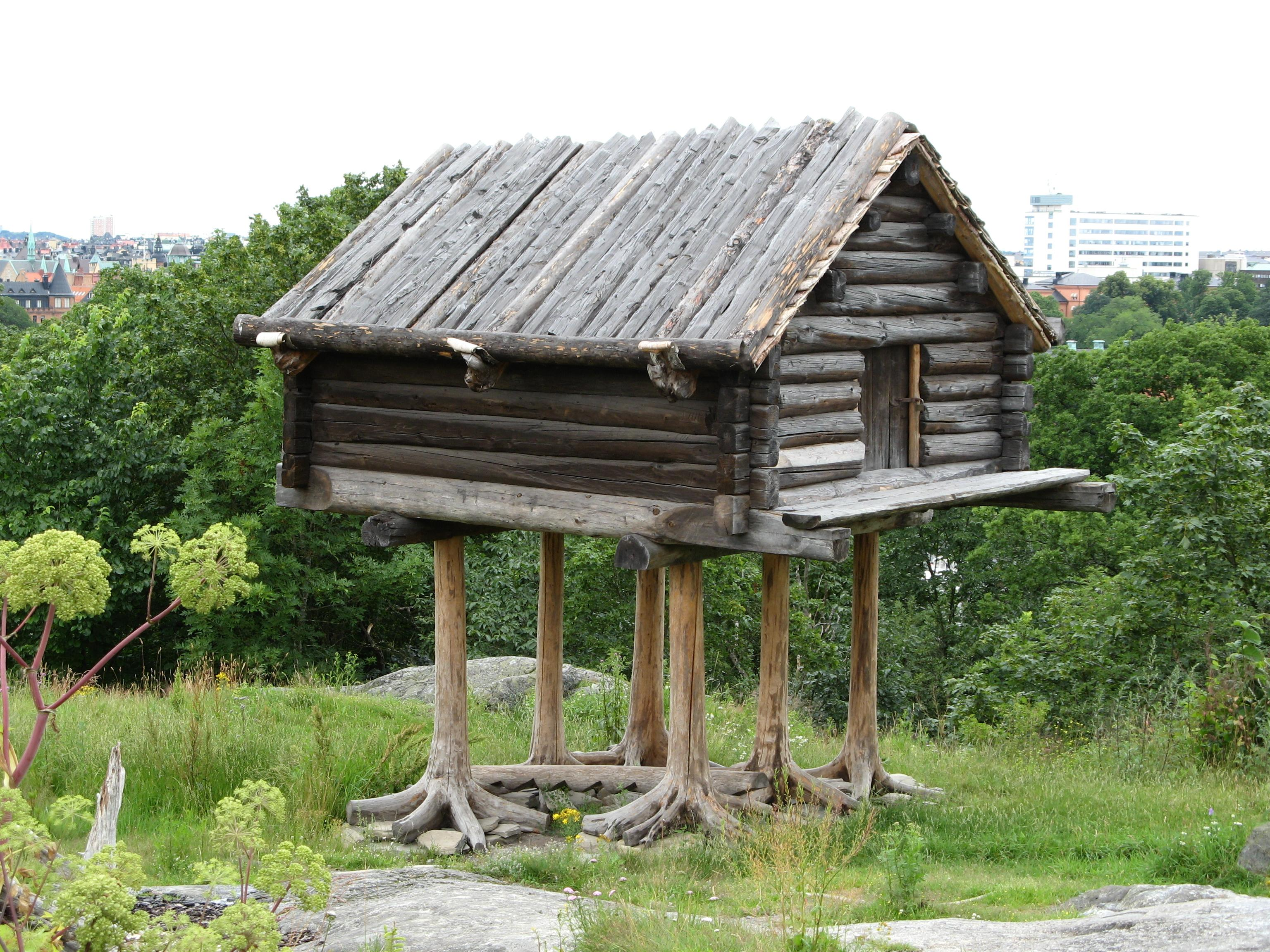
Casa tradizionale Sami sopraelevata utilizzata come deposito. Museo di Skansen, presso Stoccolma.

I sami mantengono una forte identità culturale e, pur usufruendo dei servizi che i diversi contesti statali nei quali sono inseriti forniscono loro, hanno evitato, nel corso degli ultimi decenni, di cadere vittime di un processo di totale assimilazione ai modelli svedesi, norvegesi o finlandesi. Solo dopo il secondo conflitto mondiale, del resto, tali governi hanno messo in atto serie politiche di rispetto dell'identità sami, promuovendo per esempio lo studio e l'insegnamento delle lingue native.
La loro abitazione tradizionale era costituita o da una tenda portatile, costruita con pelle di renna, oppure da una capanna fissa. Il loro mezzo di trasporto tradizionale era la slitta trainata dalle renne, anche se hanno utilizzato sin dall'antichità gli sci, dei quali è stato rintracciato un esemplare datato al 1500 a.C.
Vivono in un ambiente particolarmente inospitale, a causa delle temperature rigide e per l'assenza totale di luce solare durante la stagione invernale, per un periodo che varia da uno a due mesi.
Procopio di Cesarea narra che i bambini non venivano allattati dalla madre perché alla nascita erano avvolti nelle pelli e appesi a un albero con un pezzo di midollo animale da succhiare, mentre il padre e la madre si allontanavano per andare a caccia.
Le renne rappresentavano, tradizionalmente, pressoché l'unica risorsa dei sami, visto che da essa ricavavano le pelli per gli abiti e per le dimore, la carne, le bevande, le ossa e le corna per realizzare strumenti e utensili.
Tradizionalmente, i sami trascorrevano l'inverno nelle terre in pianura, trasferendosi nei pascoli montani nei mesi più caldi.

## Religione
La loro tradizionale forma di religiosità era quella sciamanica. Tra le antiche divinità principali vi è la "Madre-Terra" che governa le nascite e il Dio del tuono. I sami credono all'esistenza di un'anima che al momento del trapasso si stacca dal corpo.
La figura sacerdotale è incarnata dallo sciamano, che effettuava tutta una serie di riti propiziatori per prevedere l'avvenire, utilizzando un tamburo magico. Molti riti propiziatori si riferivano agli animali: quando uno di loro veniva ucciso, un pezzo di carne di ogni parte del corpo veniva inserito in una specie di tomba, per essere seppellito, nella convinzione che la divinità, ingraziata dal sacrificio, facesse rivivere l'animale in un altro mondo. I sami credevano nel potere magico dei sogni, interpretandolo come una via di comunicazione con il mondo dei morti.
I sami sono stati cristianizzati soprattutto nel XVII e XVIII secolo, e sono passati prevalentemente al luteranesimo, tra cui il laestadianesimo, tranne gli skolt che fanno parte della chiesa ortodossa.

## I sami contemporanei

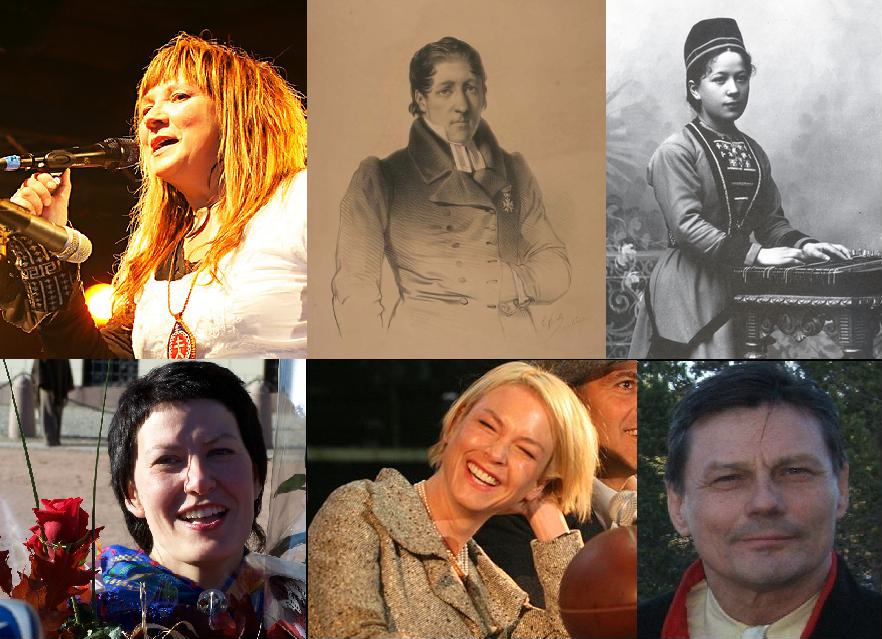
Alcuni personaggi famosi sami o di origini sami: Mari Boine, Lars Levi Læstadius, Lisa Thomasson, Helga Pedersen, Renée Zellweger, Ole Henrik Magga

Al giorno d'oggi, i sami non prevedono al loro interno movimenti richiedenti un'autonomia politica completa. Esistono però i vari "parlamenti sami", fondati in Finlandia nel 1973, in Norvegia nel 1989 e in Svezia nel 1993, i quali difendono i loro interessi e preservano la loro autonomia culturale. Inoltre, dispongono di una propria bandiera e, dal 1986, di un proprio inno.
Attualmente i sami non sono più completamente nomadi, bensì vivono in piccoli paesi, tra i quali annoveriamo Kautokeino, considerata la capitale culturale dei sami, dal momento che il 90% dei suoi abitanti parla la lingua sami. Diverse istituzioni sami sono localizzate in questa città: il teatro "Beaivváš Sami Theatre", un centro scolastico comprendente la Sami University College e il Nordic Sami Research Institute.
Anche Karasjok è un importante centro formato da circa 3 000 abitanti, sede del parlamento sami norvegese e di altre istituzioni, quali la radio NRK Sami Radio, il museo Sami Collections, i centri culturali Art Centre e Sami Specialist Library, la struttura ospedaliera Specialist Medical Centre.